# 瑞濱海水浴場
瑞濱海水浴場，過去位於臺灣新北市瑞芳區瑞濱里的海水浴場，1963年6月1日開放營業，1976年因中油興建能源港後關閉，沙灘縮小，開通北部濱海公路(台2線)再縮小，直到2004年新建台62線後已不復存，沙灘改放消波塊。